# National Windrush Monument

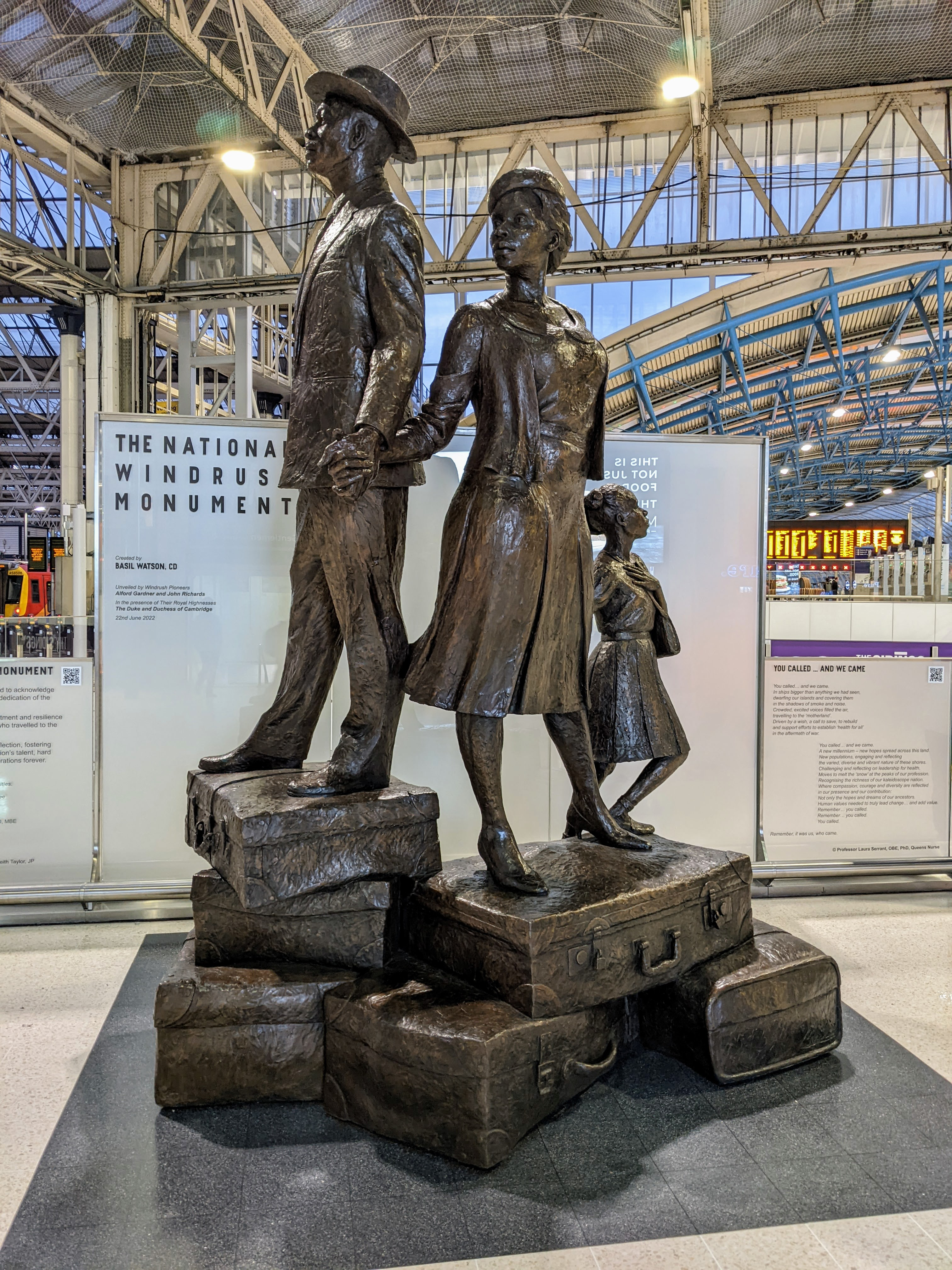
Das National Windrush Monument im Bahnhof London Waterloo

Das National Windrush Monument (deutsch: Nationales Windrush-Denkmal) ist eine Bronzeskulptur von Basil Watson im Bahnhof London Waterloo. Das Denkmal erinnert an die britischen afrokaribischen Einwanderer, die 1948 an Bord der HMT Empire Windrush nach Großbritannien kamen und später als Windrush-Generation bekannt wurden.
Die 3,5 Meter hohe Skulptur zeigt eine dreiköpfige Familie in Sonntagsstaat, die auf einem Stapel Koffer steht und „ihr neues Land erkundet“. Das Denkmal enthält außerdem ein Gedicht von Laura Serrant mit dem Titel „Ihr habt gerufen ... und wir sind gekommen“.

## Hintergrund
Nach dem Zweiten Weltkrieg begann die britische Regierung, die Einwanderung zu fördern, um den Arbeitskräftemangel zu beheben. Der British Nationality Act von 1948 gewährte Menschen aus britischen Kolonien das Recht, sich im Vereinigten Königreich niederzulassen. Das Schiff HMT Empire Windrush befand sich in der Karibik und brachte Flieger dorthin zurück, die während des Krieges in der Royal Air Force gedient hatten. Für die Rückreise von der Karibik nach Großbritannien wurden ermäßigte Tickets angeboten und in den Lokalzeitungen beworben, und viele nutzten diese Gelegenheit.
Obwohl die Empire Windrush nicht das erste Schiff war, das mit Migranten aus der Karibik in Großbritannien ankam,  erregte ihre Ankunft in Tilbury am Unterlauf der Themse am 22. Juni 1948 große Aufmerksamkeit in den Medien. Die Passagierliste wies 1028 Passagiere an Bord aus, die meisten stammten aus der Karibik. Diese und andere Migranten wurden als die Windrush-Generation bekannt.

## Vorschläge
Pläne für ein staatlich finanziertes Denkmal in der Größenordnung von 1 Million Pfund Sterling wurden erstmals im Jahr 2019 angekündigt.  Unter dem Vorsitz von Baroness Floella Benjamin wurde ein Windrush-Gedenkkomitee gegründet.
Im Juli 2021 kamen vier Vorschläge für die Skulptur in die engere Auswahl, allesamt von Künstlern karibischer Herkunft. Neben Watsons Siegerentwurf schlug Thomas J. Price eine 3,7 Meter hohe Frauenstatue aus goldener Bronze vor. Valda Jackson entwarf drei Bronzefiguren, zwei Erwachsene und ein Kind, die auf einer Plattform verteilt sind und Platz für Sitzgelegenheiten bieten. Jeannette Ehlers schlug einen Entwurf mit Figuren auf Stelzen vor, in Anlehnung an die Moko-Jumbie-Tradition. Watsons Entwurf wurde im Oktober 2021 zum Sieger erklärt.
Arthur Torrington von der Windrush Foundation kritisierte die Wahl des Bahnhofs Waterloo für das Denkmal. Er erklärte, es habe keine Konsultation mit der karibischen Gemeinschaft gegeben und der Standort sei für die Windrush-Generation kaum von Bedeutung gewesen. Er plädierte dafür, das Denkmal stattdessen am Windrush Square im Stadtteil Brixton aufzustellen. Das Department for Levelling Up, Housing and Communities (Ministerium für Sozialwesen, Wohnungswesen und Gemeinden) antwortete, der Standort sei für viele Angehörige der Windrush-Generation von Bedeutung und dem Komitee, das über den Standort entschied, gehörten prominente Mitglieder der Gemeinschaft an. Watson lobte außerdem den gut sichtbaren Standort an einem der verkehrsreichsten Bahnhöfe Großbritanniens.

„Waterloo Station ist ihrer aller Ankunftsort in der Stadt: nicht nur der Kopfbahnhof der "Boat Train", der Zubringerbahn von den Ankunftshäfen, sondern auch das Einfallstor in die Stadt und ein Ort der Metamorphose.“

## Enthüllung
Die Skulptur wurde am 22. Juni 2022 (Windrush Day) von Prinz William enthüllt. Königin Elizabeth sandte eine unterstützende Botschaft: 

„Die Enthüllung am Bahnhof Waterloo am Windrush Day ist ein gebührendes Dankeschön an die Windrush-Pioniere und ihre Nachkommen in Anerkennung ihres bedeutenden Beitrags, den sie im Laufe der Jahrzehnte für das Vereinigte Königreich geleistet haben.“

Am selben Tag wurde vor dem Rathaus von Hackney eine weitere Skulptur mit dem Titel „Warm Shores“ von Thomas J. Price enthüllt.